# Hits @ Nite
Hits @ Nite is een Nederlands radioprogramma op de jongerenzender SlamFM.
In het programma wordt muziek ten gehore gebracht en maken luisteraars kans op prijzen als de SLAM-BOX.
Het programma ontstond doordat hiervoor Mark Labrand met zijn programma Markplein op dit tijdslot te horen was en begin 2008 onverwachts overstapte naar Radio 538. Daniël Lippens ving toen dit gat op en kwam met Hits@Nite dat zelfs tot 01.00 uur in de nacht te horen was. Door bezuinigingen bij SlamFM vertrok Lippens begin 2009 naar 3FM. Ivo van Breukelen zette sindsdien dit programma voort.

## Onderdelen
- Jouw nieuws van de Dag
- Artist Digits